# پرگولید
پرگولید (انگلیسی: Pergolide) یک آگونیست گیرنده دوپامین مبتنی بر ارگولین است که در برخی کشورها برای درمان بیماری پارکینسون استفاده می‌شود. بیماری پارکینسون با کاهش فعالیت دوپامین در ماده سیاه مغز مرتبط است. پرگولید روی بسیاری از گیرنده های مشابه دوپامین برای افزایش فعالیت گیرنده عمل می‌کند.

## کاربرد پزشکی
پرگولید برای استفاده توسط انسان در ایالات متحده در دسترس نیست، با این حال، هنوز هم در کشورهای مختلف دیگر استفاده می‌شود، جایی که از آن برای درمان بیماری‌های گوناگون از جمله بیماری پارکینسون، هیپرپرولاکتینمی و سندرم پای بی‌قرار استفاده می‌شود.